# Simon Lodewijk van Lippe-Detmold
Simon Lodewijk (Brake, 14 maart 1610 – Detmold, 8 augustus 1636), was graaf van Lippe-Detmold van 1627 tot zijn overlijden aan pokken in 1636. Hij was een zoon van graaf Simon VII en diens vrouw Anna Catharina van Nassau-Idstein.
Op 19 juni 1631 huwde hij te Wildungen met Catharina van Waldeck-Wildungen (20 oktober 1612 – Keulen, 24 november 1649), dochter van graaf Christiaan van Waldeck-Wildungen en Elisabeth van Nassau-Siegen. Uit het huwelijk werden drie kinderen geboren:
- Simon Filips (1632 – 1650), graaf van Lippe-Detmold 1636-1650
- Herman Otto (Detmold 20 augustus 1633 – Gießen, 13 oktober 1646)
- Lodewijk Christiaan (Detmold 22 september 1636 – Gießen, 13 augustus 1646)